# Sergio Mars
Sergio Mars (Valencia, 1976) es un escritor español. Sus relatos han sido publicados en revistas, fanzines y e-zines, así como antologías colectivas. Antiguo miembro de la Asociación Española de Escritores de Terror (Nocte).

## Novelas
- 2012 - La ley del trueno (Cápside Editorial) ISBN 978-84-940606-0-1
- 2015 - La búsqueda del grifonicornio (Editorial Hidra) ISBN 978-84-15709-46-6

## Antologías propias
- 2008 - El rayo verde en el ocaso (Grupo editorial AJEC) ISBN 978-84-96013-49-0
- 2010 - El precio del barquero (Saco de Huesos) ISBN 978-84-938076-5-8
- 2010 - La mirada del pegaso (Grupo editorial AJEC)  ISBN 978-84-96013-96-4

## Relatos publicados
- Cenizas del Niflheim en Antología Z2 (Dolmen Editorial, 2010) ISBN 978-84-9886-370-3.
- Es mi trabajo en Calabazas en el Trastero: Entierros (Saco de huesos, 2009) ISBN 978-84-9886-370-3.

## Premios
- 2006 - Finalista del Premio UPC de novela corta con Cuarenta siglos os contemplan.
- 2007 - Finalista del premio Ignotus al mejor artículo con Aprendiendo a ser transyo: El transhumanismo en la obra de Egan.
- 2009 - Ganador del premio Ignotus a la mejor novela corta con Cuarenta siglos os contemplan.
- 2009 - Finalista del premio Ignotus a la mejor antología con El rayo verde en el ocaso.
- 2009 - Finalista del premio Ignotus al mejor cuento con El rayo verde en el ocaso.
- 2011 - Ganador del premio Ignotus a la mejor novela corta con La mirada de Pegaso.
- 2011 - Ganador del premio Ignotus a la mejor antología con La mirada de Pegaso.
- 2011 - Finalista del premio Ignotus a la mejor novela corta con Historia de un watson.
- 2012 - Ganador del premio Ignotus al mejor cuento con Mytolític.
- 2012 - Finalista del premio Ignotus al mejor artículo con Hacia el transhomosapiens: Introducción a la filosofía transhumana de Greg Egan.
- 2014 - Ganador del premio Ignotus al mejor libro de ensayo con La 100cia ficción de Rescepto.
- 2016 - Ganador del premio Ignotus al mejor cuento con La bestia humana de Birkenau.
- 2017 - Ganador del Premio Domingo Santos con Ruedas dentadas de un reloj imaginario.